# Report to the Secretary on the Acquiescence of This Government in the Murder of the Jews
Il Report to the Secretary on the Acquiescence of This Government in the Murder of the Jews (Rapporto al Segretario sull'acquiescenza di questo governo all'assassinio degli ebrei) fu un memorandum governativo preparato dal Dipartimento del tesoro degli Stati Uniti d'America il 13 gennaio 1944 e firmato da Josiah E. DuBois Jr., all'epoca assistente del Segretario al tesoro. Concentrandosi sul biennio 1942-1943, il rapporto sosteneva che alcuni funzionari del Dipartimento di Stato non solo non avevano utilizzato gli strumenti governativi statunitensi necessari per salvare i rifugiati ebrei europei, ma avevano invece ostacolato o persino contrastato i tentativi di salvataggio, oltre a impedire che le informazioni rilevanti arrivassero al pubblico statunitense. Descritto come "dinamite politica", il memorandum fu abbreviato e rinominato in "Personal Report to the President" (Rapporto personale al Presidente); contribuì a convincere Franklin D. Roosevelt ad approvare la creazione del War Refugee Board.

## Contesto storico
Nel 1938 il presidente Roosevelt convocò una conferenza internazionale sulla situazione dei rifugiati ebrei europei a Évian-les-Bains (da cui il nome di conferenza di Évian), ma questa non portò a nessun cambiamento sostanziale. Il Ministero degli esteri tedesco trovò "sorprendente" che altri Paesi si preoccupassero del trattamento che la Germania riservava agli ebrei e che gli stessi Paesi si rifiutassero di accoglierli.
Durante la seconda guerra mondiale le informazioni sull'Olocausto cominciarono a diventare di dominio pubblico, ma erano ritenute esagerate. Con il passare del tempo la questione divenne sempre più controversa nell'ambito politico statunitense; allo stesso tempo si diffuse il timore del rischio per la sicurezza in tempo di guerra che avrebbe potuto comportare l'accettazione dei rifugiati negli Stati Uniti. I visti d'ingresso ai cittadini che cercavano di raggiungere gli Stati Uniti venivano rilasciati dalla U.S. State Department's Visa Division, controllata dal funzionario del Dipartimento di Stato Breckenridge Long che aveva espresso ammirazione sia per il regime fascista di Mussolini che per Hitler.
Henry Morgenthau Jr. era il Segretario al tesoro durante l'amministrazione Roosevelt. Nel 1943 il Dipartimento di Stato confermò pubblicamente alcuni dettagli del piano nazista di annientamento degli ebrei e Morgenthau ne discusse con il suo staff. I funzionari del Dipartimento del Tesoro erano delusi per l'esito inconcludente della conferenza delle Bermuda del 1943 e sospettavano che il Dipartimento di Stato avesse volontariamente ritardato i finanziamenti per il salvataggio dei rifugiati.

## Il rapporto

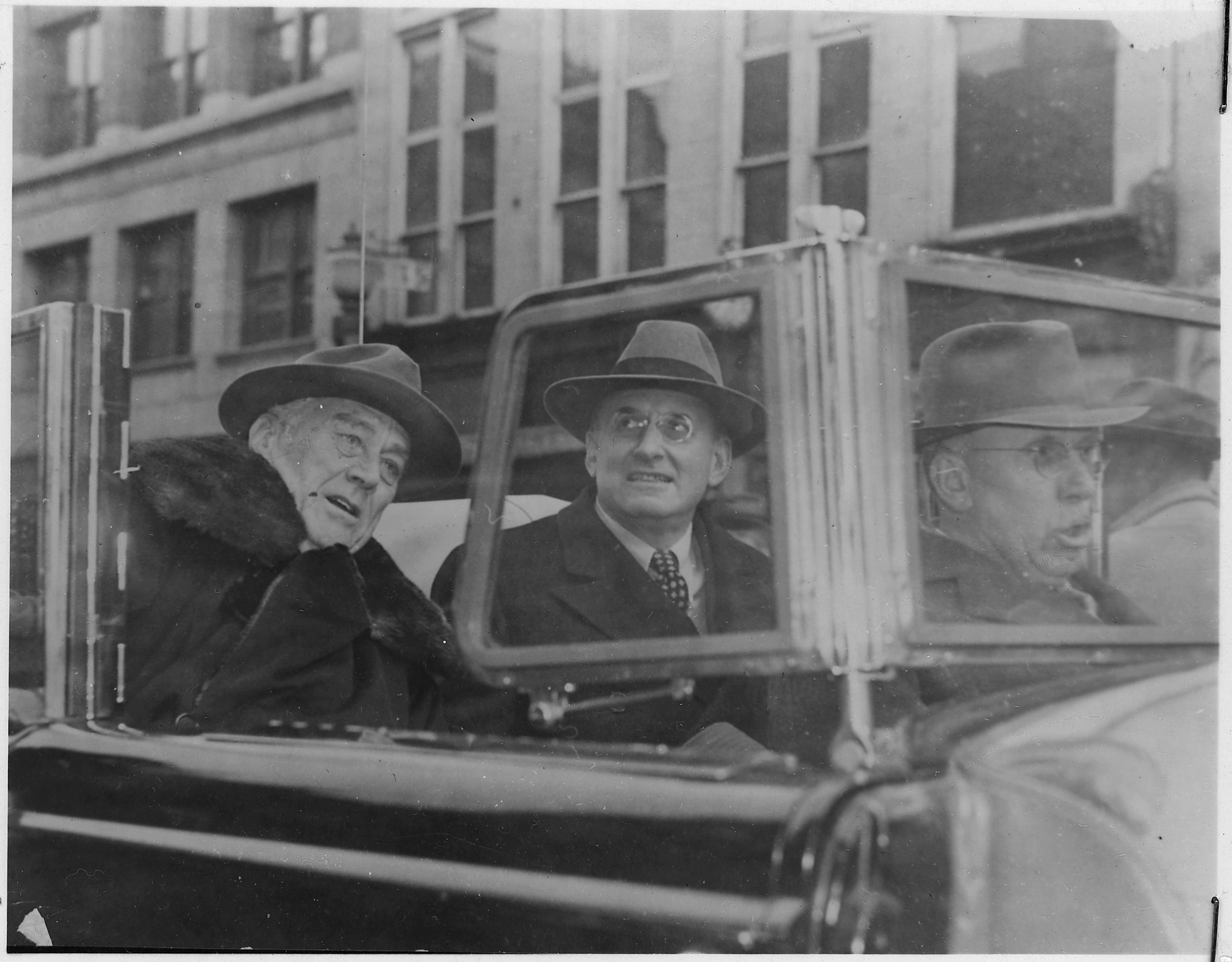
Franklin D. Roosevelt e Henry Morgenthau Jr. a Poughkeepsie, New York, 6 novembre 1944

Il rapporto è un memorandum di 17 o 18 pagine. Datato 13 gennaio 1944, fu iniziato dal consigliere generale del Tesoro Randolph Paul, redatto dall'assistente del Segretario Josiah E. DuBois Jr. con l'aiuto del direttore del controllo dei fondi esteri John Pehle e indirizzato a Henry Morgenthau Jr., Segretario del tesoro statunitense.
I funzionari del Tesoro criticarono il Dipartimento di Stato per il suo presunto ostruzionismo e persino per le cospirazioni, affermando che:
()
DuBois sostenne che alcuni funzionari del Dipartimento di Stato, anziché ricorrere agli strumenti del governo per salvare gli ebrei, li avevano invece usati per bloccare od ostacolare i tentativi di salvataggio, oltre a impedire che la popolazione statunitense ricevesse informazioni rilevanti; avevano anche provato coprire tali attività di ostruzionismo.
Il rapporto di Dubois fu scritto in prima persona e si concentrò sul periodo tra la fine del 1942 e la fine del 1943. Secondo quanto riportato, alla fine del 1942, grazie soprattutto agli sforzi del sottosegretario di Stato Sumner Welles, gli Stati Uniti svelarono il programma nazista e guidarono i loro alleati verso la condanna pubblica e la promessa di soccorsi da avviare nel dicembre 1942 (all'epoca gli alleati erano noti come Nazioni Unite). Nel gennaio 1943, con un cablogramma, Welles invitò la delegazione statunitense in Svizzera a rendere pubbliche ulteriori informazioni. A febbraio alcune persone rimaste sconosciute inviarono un cablogramma che sostanzialmente ordinava ai diplomatici in Svizzera di non divulgare tali informazioni. In aprile il personale del Dipartimento di Stato statunitense e quello del Ministero degli esteri britannico si riunì nella conferenza delle Bermuda per discutere i dettagli delle questioni relative ai rifugiati, ma i risultati furono tenuti segreti (in realtà, né gli inglesi né gli statunitensi manifestarono un grande interesse nell'intraprendere azioni concrete). Nella prima metà del 1943 si discusse un piano per finanziare il salvataggio dei rifugiati. A luglio, il Dipartimento di Stato statunitense si rivolse finalmente al Tesoro per avere i fondi per i rifugiati e il Tesoro approvò, ma lo Stato continuò a ritardare il finanziamento. 
Il rapporto trattò i ritardi e i fallimenti dello Stato anche nel riempire le quote di immigrazione previste per i rifugiati, paventando problemi di sicurezza. Il rapporto contiene critiche estese, in particolare all'assistente segretario di Stato Breckinridge Long, per le lungaggini e l'insabbiamento e sottolinea che per più di un anno non è stato fatto nulla, nonostante le persone stessero morendo e la tempestività fosse un fattore essenziale.
Il titolo del documento di Dubois fu in seguito definito veemente, persino fantasmagorico, sebbene "confermato da grottesche rivelazioni". Il rapporto consegnato al presidente da Morgenthau aveva il titolo meno "stridente" e più tecnico di "Personal Report to the President". Fu comunque descritto come "scabroso", come "dinamite politica", dato il contesto delle elezioni del 1944. Pochi giorni dopo averlo ricevuto, Roosevelt approvò l'istituzione del War Refugee Board (WRB), l'agenzia statunitense incaricata di aiutare le vittime civili delle potenze naziste e dell'Asse. Sebbene John Pehle, il suo primo direttore, abbia definito il War Refugee Board "ridotto e tardivo" nell'intervento, il numero di vite salvate dal WRB è stato generalmente calcolato in decine di migliaia, e potrebbe aver raggiunto le 200 000 unità.

### Approfondimenti
- Rebecca Erbelding, Rescue Board: The Untold Story of America's Efforts to Save the Jews of Europe, New York, Doubleday, 2018,  pp. 49–57, ISBN 978-0385542517.